# Sarcodon wrightii
Sarcodon wrightii är en svampart som först beskrevs av Berk. & M.A. Curtis, och fick sitt nu gällande namn av Rudolf Arnold Maas Geesteranus 1967. Sarcodon wrightii ingår i släktet Sarcodon och familjen Bankeraceae.   Inga underarter finns listade i Catalogue of Life.